# Cancellaria
Cancellaria is een geslacht van weekdieren uit de klasse van de Gastropoda (slakken).

## Soorten
- Cancellaria adelae Pilsbry, 1940
- Cancellaria africana Petit, 1970
- Cancellaria agalma Melvill & Standen, 1901
- Cancellaria albida Hinds, 1843
- Cancellaria bajaensis Perrilliat & Cristín, 2016 †
- Cancellaria candida G.B. Sowerby I, 1832
- Cancellaria coctilis Reeve, 1856
- Cancellaria coltrorum Harasewych & Petit, 2014
- Cancellaria conradiana Dall, 1889 †
- Cancellaria cooperii Gabb, 1865
- Cancellaria corrosa Reeve, 1856
- Cancellaria crawfordiana Dall, 1891
- Cancellaria cremata Hinds, 1843
- Cancellaria darwini Petit, 1970
- Cancellaria decussata G. B. Sowerby I, 1832
- Cancellaria elata Hinds, 1843
- Cancellaria euetrios Barnard, 1959
- Cancellaria fusca G. B. Sowerby III, 1889
- Cancellaria gemmulata G. B. Sowerby I, 1832
- Cancellaria indentata G. B. Sowerby I, 1832
- Cancellaria io Dall, 1896
- Cancellaria jayana Keen, 1958
- Cancellaria littoriniformis G. B. Sowerby I, 1832
- Cancellaria lyrata A. Adams & Reeve, 1850
- Cancellaria mediamericana Petuch, 1998
- Cancellaria obesa G. B. Sowerby I, 1832
- Cancellaria obtusa Deshayes, 1830
- Cancellaria ovata G. B. Sowerby I, 1832
- Cancellaria paleocenica Perrilliat & Cristín, 2016 †
- Cancellaria peruviana Strong, 1954
- Cancellaria petuchi Harasewych, Petit & Verhecken, 1992
- Cancellaria plebeja Thiele, 1925
- Cancellaria reticulata (Linnaeus, 1767)
- Cancellaria richardpetiti Petuch, 1987
- Cancellaria rosewateri Petit, 1983
- Cancellaria semperiana Crosse, 1863
- Cancellaria souverbiei Crosse, 1868
- Cancellaria thomasiana Crosse, 1861
- Cancellaria uniangulata Deshayes, 1830
- Cancellaria urceolata Hinds, 1843
- Cancellaria ventricosa Hinds, 1843